# Acronicta parallela
Acronicta parallela är en fjärilsart som beskrevs av Augustus Radcliffe Grote 1879. Acronicta parallela ingår i släktet Acronicta och familjen nattflyn. Inga underarter finns listade i Catalogue of Life.